# アーカンソー (モニター)
|          |                                           |
| 艦歴     |                                           |
| 発注     |                                           |
| 起工     | 1899年11月14日                            |
| 進水     | 1900年11月10日                            |
| 就役     | 1902年10月28日                            |
| 退役     | 1919年8月20日                             |
| その後   | 1922年1月26日にスクラップとして売却       |
| 除籍     |                                           |
| 性能諸元 |                                           |
| 排水量   | 3,225トン                                 |
| 全長     | 255 ft 1 in (77.76 m)                     |
| 全幅     | 50 ft (15.24 m)                           |
| 吃水     | 12 ft 6 in (3.81 m)                       |
| 機関     |                                           |
| 最大速   | ノット                                    |
| 乗員     | 士官、兵員220名                           |
| 兵装     | 12インチ砲2門、4インチ砲4門、6ポンド砲2門 |

アーカンソー (USS Arkansas, M/BM-7) は、アメリカ海軍のモニター艦。アーカンソー級モニターの1隻。艦名はアーカンソー州に因む。その名を持つ艦としては2隻目。

## 艦歴
アーカンソーは1899年11月14日にニューポート・ニューズ造船所で起工した。1900年11月10日に進水し、1902年10月28日に艦長C・E・ブリーランド中佐の指揮下就役した。
整調後のアーカンソーの最初の任務は海軍兵学校生の訓練巡航であった。北大西洋艦隊の沿岸戦隊に配属され、東海岸を巡航、メキシコ湾や西インド諸島で活動した。海軍兵学校生の夏季巡航も継続し、1906年には再び海軍兵学校での教育任務に配属された。
アーカンソーは1909年3月2日にオザーク (USS Ozark) と改名され、1910年6月26日から1913年3月6日までコロンビア特別区の海軍民兵に配属された。3月末にバージニア州ノーフォークでの改修が始まり、潜水母艦に改修、7月12日から同任務に就く。1914年の大半をメキシコ湾での特別任務で過ごし、1915年には大西洋艦隊に合流、艦隊演習に参加した。1916年にはチェサピーク湾海域で活動した。
1917年4月6日に大西洋艦隊第6潜水戦隊に配属され、メキシコのタンピコに派遣、メキシコ革命においてアメリカ人の権益保護任務に当たる。キーウェスト沖合、中央アメリカおよびパナマ運河地帯で活動した後、1918年12月18日にニューオーリンズに向かう。1919年6月23日にハンプトン・ローズに帰還し、8月20日にフィラデルフィアで退役した。オザークは1922年1月26日に売却された。